# Jahanzeb Banu
Jahanzeb Banu (1649, - 1705) fue una princesa mogola hija del príncipe Dara Shikoh y su consorte Nadira Banu Begum. Popularmente conocida como Jani Begum, era por ello nieta del quinto emperador mogol Sha Jahan.
El escritor italiano y viajero, Niccolao Manucci, que trabajó en la corte de su padre, la describió como hermosa y valiente. En 1669, casó con su primo, Azam Shah, heredero aparente y brevemente emperador en 1707. Jani Begum fue un importante apoyo para su marido mediando en varios incidentes diplomáticos (notablemente con su hijo, Bidar Bakht) y ejerciendo la autoridad y mando militar en su ausencia. Fue por ello fuertemente apreciada por su suegro, el emperador Aurangzeb, y una de las figuras claves de la corte imperial mogola del siglo XVII

## Infancia
Jahanzeb fue hijo del príncipe (y fallido contendiente al trono) Dara Shikoh y su mujer, Nadira Banu Begum. Su padre era el hijo mayor y favorito de Sha Yaján. Su madre, Nadira Banu Begum, era también una princesa de la casa real, siendo hija de Parviz Mirza (hijo segundo del emperador Jahangir) y su mujer Iffat Jahan Banu Begum. Así, Nadira descendía tanto del emperador Sha Yaján como del emperador Jahangir.
Nadira Begum murió en 1659 de disentería, el mismo año en que Dara Shikoh fue ejecutado por órdenes de Aurangzeb después de ser derrotado en la guerra civil por el trono. Aurangzeb se convirtió en el sexto emperador mogol y Jahanzeb en huérfana. Su llegada a la corte del asesino de su padre fue vivamente descrito por cronistas extranjeros así como su desesperación al ser entregada al cuidado de a su tía, la princesa Roshanara Begum. Roshanara inmediatamente empezó a maltratarla.
Fue por ello enviada al Fuerte de Agra por Aurangzeb donde su abuelo, Shah Jahan, estaba prisionero. Allí, Jahanzeb fue criada traído arriba por su tía, Jahanara Begum como si fuera su propia hija. Bajo su tutela llegó a ser una princesa extraordinariamente hermosa y cultivada. Cuándo Jahanara murió en 1681, legó sus joyas más apreciadas a Jani, su sobrina favorita.

## Matrimonio
El 3 de enero de 1669, se casó con su primo, el príncipe Muhammad Azam, hijo mayor de su tío, Aurangzeb y su tía, Dilras Banu Begum. La ceremonia de matrimonio fue organizada por Jahanara Begum, entre lujosas celebraciones y tuvo lugar en su palacio. Su matrimonio resultó ser extremadamente feliz. Jani se convirtió en la confidente de Azam así como en su mujer favorita. Fue también la nuera favorita del emperador.
Dio a luz a su primer hijo el 4 de agosto de 1670. El niño fue llamado Bidar Bakht en honor a su abuelo. Aurangzeb, no solo mostró gran aprecio por su hijo y nuera, sino también por Bidar Bakht, un general discreto, gallardo y exitoso. Durante su reinado acostumbró a darles regalos y mostrar dicha preferencia. Bidar Bakht fue el nieto favorito del emperador en su vejez.
Después de su matrimonio, Jahanzeb desempeñó múltiples papeles en la corte de su marido. En particular destacó como consejera militar y diplomática. La princesa mantuvo la paz en la corte, en especial cuando su marido se mostraba demasiado estricto. Esto se mostró en el invierno de 1702, cuándo tuvo lugar una disputa entre Azam y su maestro de caza y koka Mir Hedayatullah. Azam se encolerizó y expulsó a su koka de su casa. Fue Jani quien persuadió a su marido de perdonar Mir Hedayatullah. Después de que unos cuantos días, Mir Hedayatullah retornó a la corte de Azam en su antiguo cargo.
La princesa era también responsable para gestionar la relación entre Azam y su hijo, Bidar Bakht. El favor imperial de su abuelo envenenó relaciones entre Bidar Bakht y su padre. Cuándo Bidar fue nombrado virrey de Malwa (contiguo al virreinato de Gujarat bajo Azam ) a comienzos de 1700, Jahanzeb pidió a su tío, Aurangzeb, que permitiera a Bidar venir y visitarles, dado que no lo había visto visto en largo tiempo. El príncipe joven recivbió siete días para visitar a su madre.

### Campañas militares
El otro gran rol desempeñado por Jani fue militar. En 1679, la princesa dirigió los contingentes militares de su marido durante tres semanas cuándo el príncipe tuvo que atender un llamamiento urgente de su padre, Aurangzeb. Tres años más tarde, en 1682, Jani montó a lomos de su propio elefante para arengar un contraataque mogol contra un ejército maratha. La crónica cuenta que entregó personalmente lanzas y paan y prometió suicidarse si el ejército mogol era derrotado. Volvió al campo de batalla otra vez en 1685-6 cuándo las fuerzas de Azam habían perdido toda esperanza durante la invasión de Bijapur y se le atribuye haber logrado levantar la moral de las tropas.

## Muerte

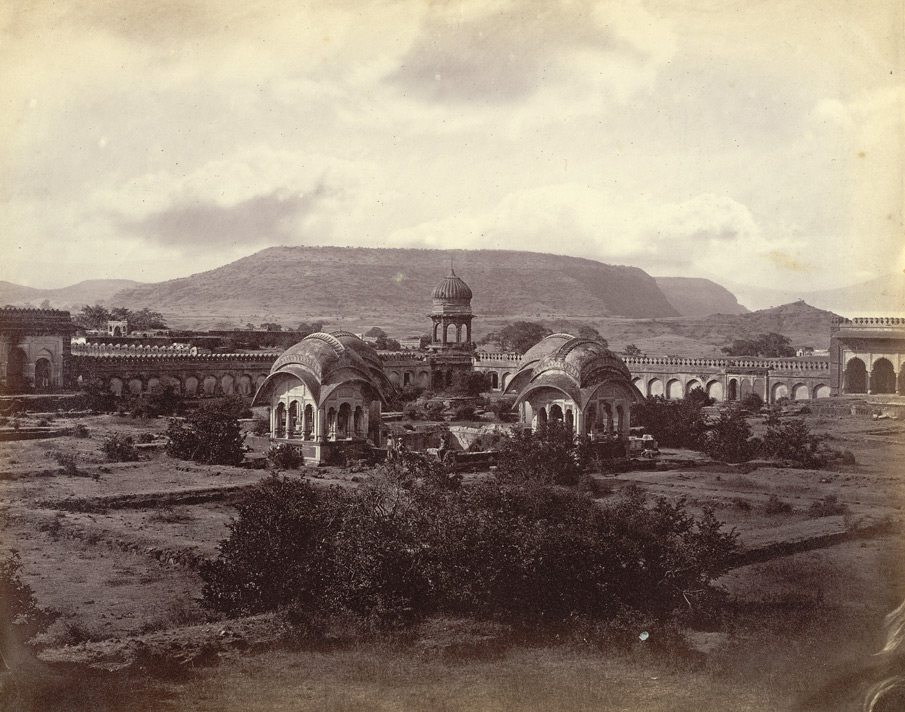
Mausoleo de Jahanzeb cerca de Aurangabad sobre 1860.

Jahanzeb murió en 1705 de un absceso en el pecho derecho. El doctor francés Mons. Martin había propuesto que la princesa fuera examinada por una de sus parientes en Delhi, (evidentemente una cristiana indoportuguesa) especializado en cirugía (haziqa) de modo que pueda prescribirle tratamiento según su informe. Pero la princesa rechazó ser examinada por una mujer que bebiera vino y aún menos que su cuerpo fuera tocado por ella. La enfermedad persistió durante dos años y ella finalmente murió en medio de dolores. Azam mostró un gran pesar y desesperación desde la pérdida de su mujer hasta su propia muerte.